# Fritz Klingbeil

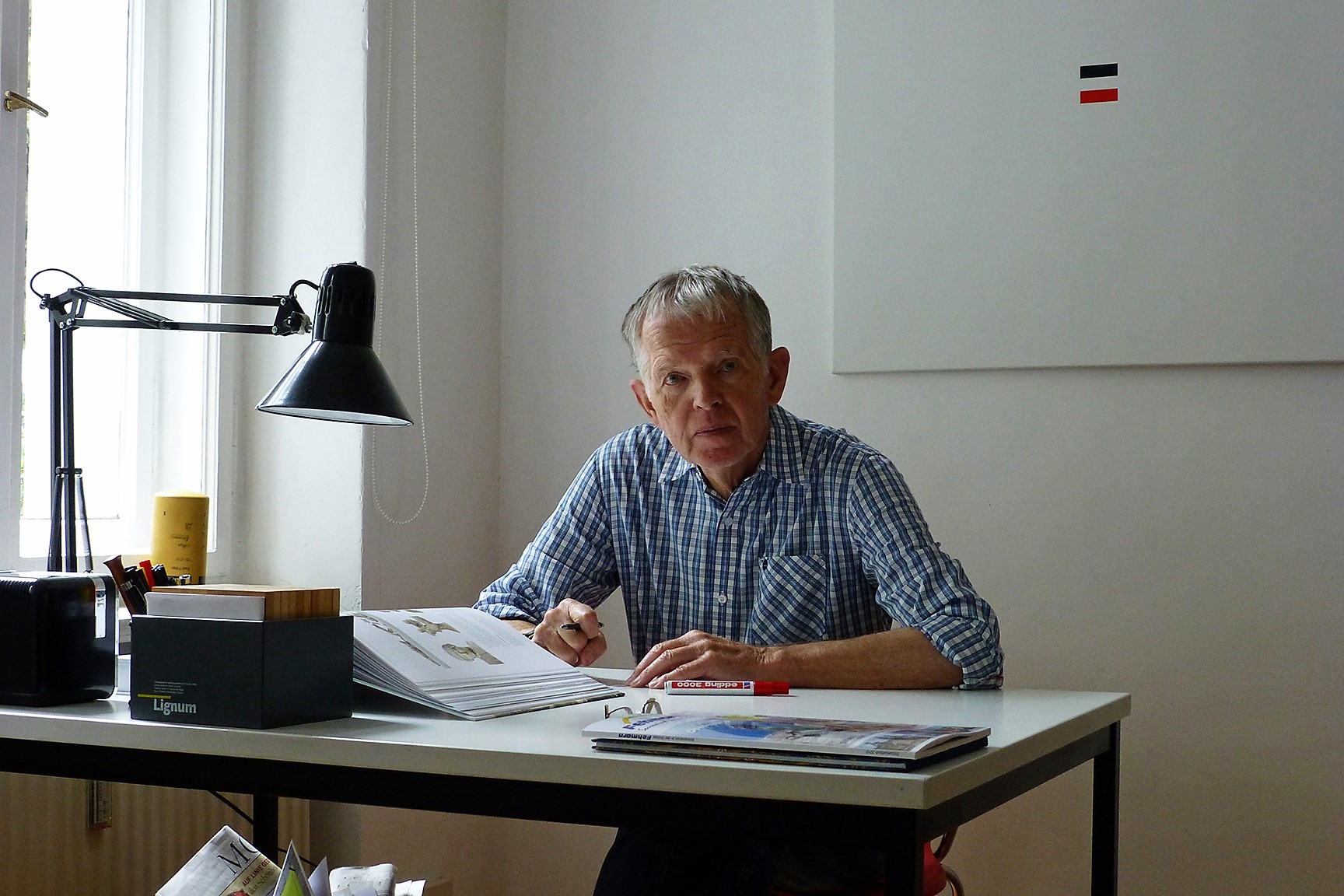
Fritz Klingbeil, 2012

Fritz Klingbeil (* 8. November 1936 in Berlin; † 4. Januar 2023 ebenda), aufgewachsen in Hameln, Niedersachsen, war ein deutscher Maler, Bildhauer und Objektkünstler der konkret-konstruktiven Kunst.

## Leben und Werk
Fritz Klingbeil begann 1959 ein Studium der Malerei an der Staatlichen Akademie der bildenden Künste Stuttgart bei Professor Heinrich Wildemann. Nach dem dreijährigen Studium und einem Jahr in Paris zog er 1964 nach Düsseldorf, wo er bis 2001 lebte und arbeitete. Unmittelbar nach dem Aufenthalt in Paris begann Klingbeil mit seinen konsequent konstruktiven Arbeiten. Abstrahierte Figuren finden sich bereits in den frühen Gemälden aus der Studienzeit an der Kunstakademie Stuttgart, aber nun geht Klingbeil konsequent den Weg zu einer geometrischen Abstraktion. Sein Arbeitsprinzip ist die Reduzierung auf das Wesentliche.
Studien für seine Gemälde entwarf er u. a. auf Millimeterpapier. Sowohl für Bilder als auch für seine dreidimensionalen Objekte benutzte er Legosteine als Arbeitsmaterial. So können verschiedene Variationen, Formen und Formgruppen hergestellt und ausprobiert werden.

„Klingbeil entdeckt Ende der 1960er Jahre bei dem Düsseldorfer Modellbauer Pfeiffer & Voss das Material Plexiglas. Die Schlichtheit der glatten und glänzenden Oberflächen und die hohe Präzision der Verarbeitung zeichnen alle seine Plexiglasskulpturen aus, die meistens als Einzelarbeiten und teilweise als Auflagenobjekte hergestellt werden.“

Seine Farbwahl reduzierte Klingbeil auf die Grundfarben Rot, Blau und Gelb und die Nichtfarben Schwarz und Weiß. Der Dreiklang Schwarz, Weiß und Rot sollte ab Mitte der 1960er Jahre schließlich sein Werk im Besonderen charakterisieren.
1968 hatte Klingbeil seine erste Einzelausstellung in der Galerie Reckermann in Köln. 1969 folgten die nächsten Einzelausstellungen in der Galerie Rive Droite von Jean Larcade in Paris und in der Galerie Denise René Hans Mayer in Krefeld. Die Größe der Arbeiten steigert sich bis zu über zweieinhalb Meter hohen schlanken Säulen aus Plexiglas. Ende der 1970er Jahre nahm Klingbeil Einflüsse der Land-Art auf. Es entstanden Installationen in Landschaften mit Objekten aus Holz und Kunststoff.
1980 hatte Klingbeil eine Studioausstellung in der Galerie Christel in Stockholm, die damals von Axel Knipschild geleitet wurde. Ein Jahr später übernahm Knipschild die Galerie und gründete daraus zusammen mit Monica Urwitz die Galerie Konstruktiv Tendens. 1983 fand dort eine Einzelausstellung Klingbeils statt. In den 1990er Jahren konnte Klingbeil seine Arbeiten wieder in Frankreich im Rahmen der Ausstellungstätigkeit der von Eva-Maria Fruhtrunk initiierten Vereinigung Repères (Association de soutien aux arts plastiques contemporains) zeigen.

„Das Werk von Fritz Klingbeil lebt durch den Reiz immer neu gefundener Ordnungen. Darin entfalten sich Freiräume und spielerische Freiheiten, die nun keinesfalls willkürlich sind, sondern konsequent einer konstruktiven Logik folgen. Wie Bausteine gehen die künstlerischen Elemente Verbindungen ein und lösen sie wieder, werden sie vervielfältigt oder wirken einzeln. In ihrer Größe scheinen sie skalierbar. Sie sind umgeben vom weißen Bildraum, von weißen Zwischenräumen und Wänden. Die gemalten Figuren ordnen die Bildfläche, die Bildkörper die Wandflächen, die Skulpturen den Raum.“

An den Variationen seines Themas arbeitete der Künstler, der 2001 nach Berlin zog, bis zu seinem Tod.
Fritz Klingbeil war Mitglied im Westdeutschen Künstlerbund, an dessen Übersichtsausstellungen er seit 1979 achtmal teilgenommen hat, zuletzt 2019 im Osthaus Museum Hagen.

## Galerie

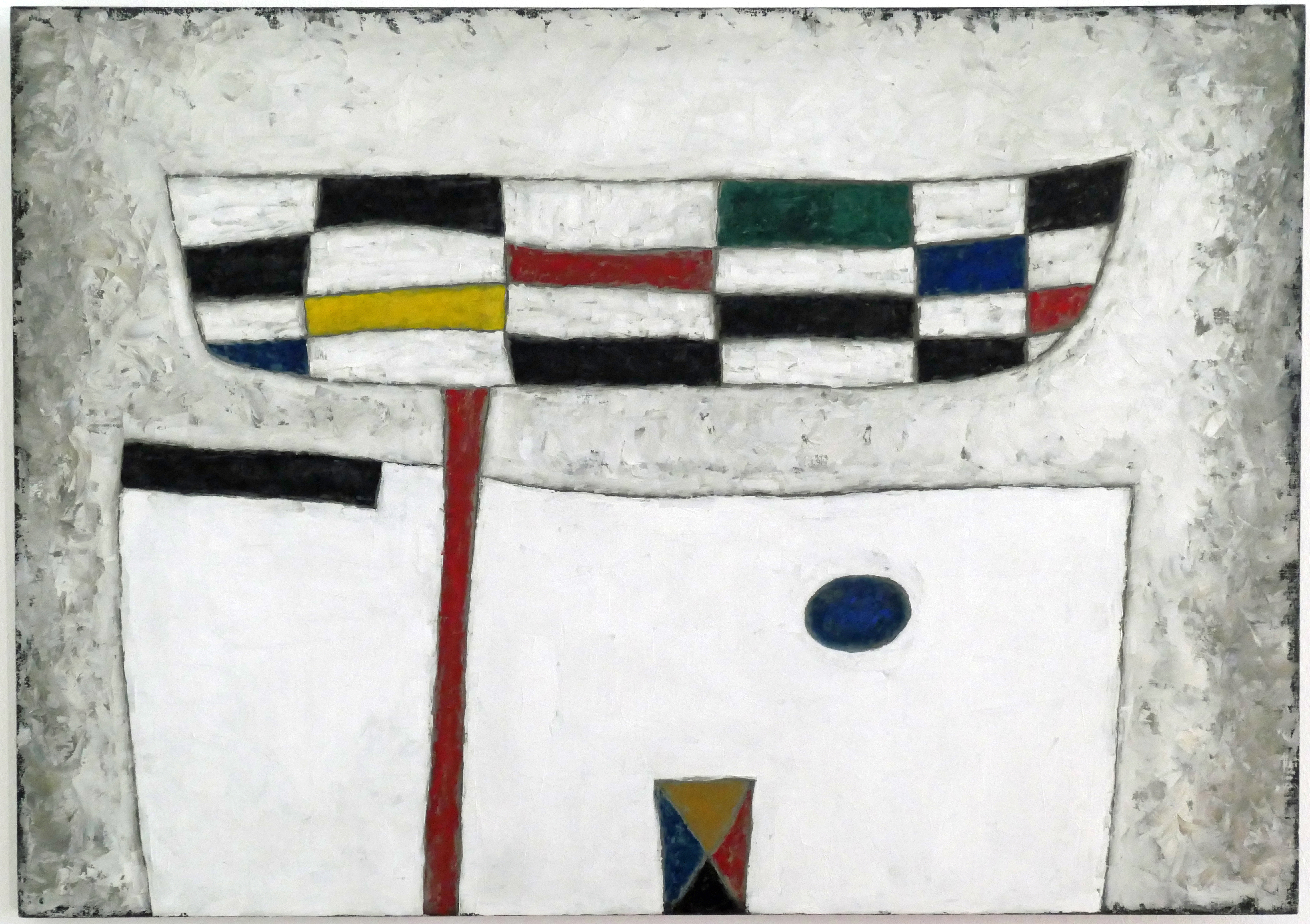
Arbeit aus der Studienzeit, 1962
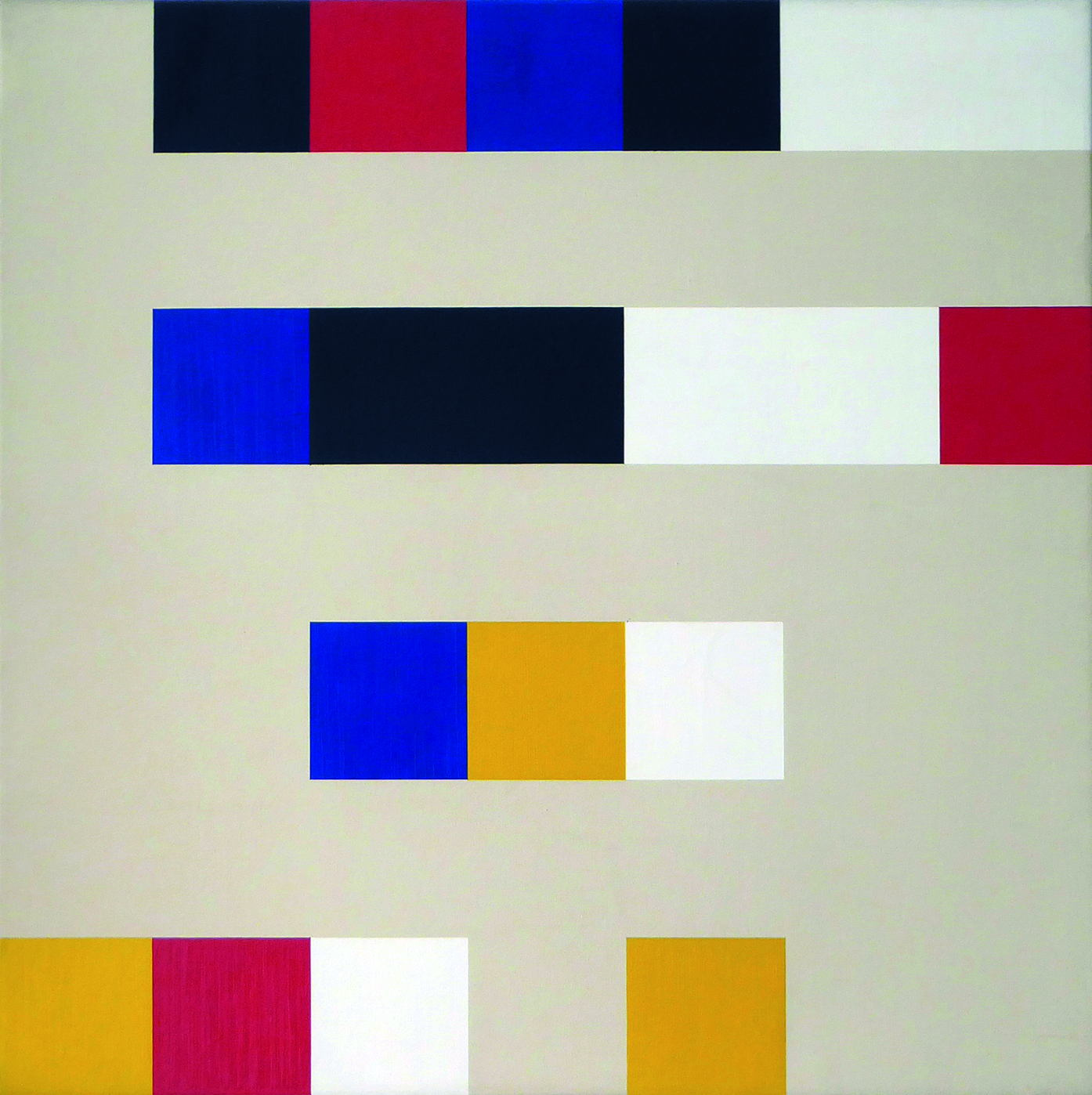
Öl auf Leinwand, 1974
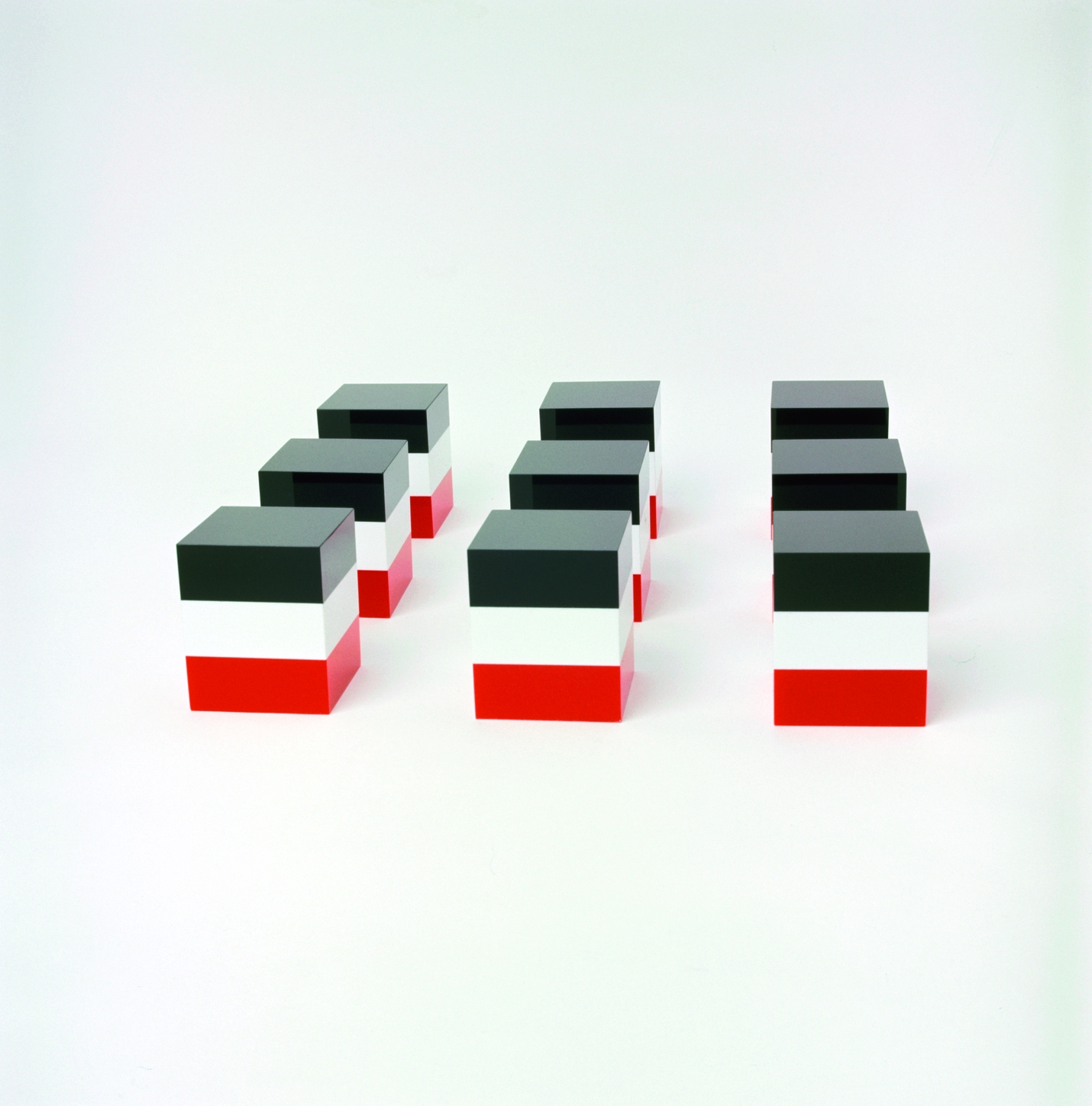
Multiple, Plexiglas, 1970
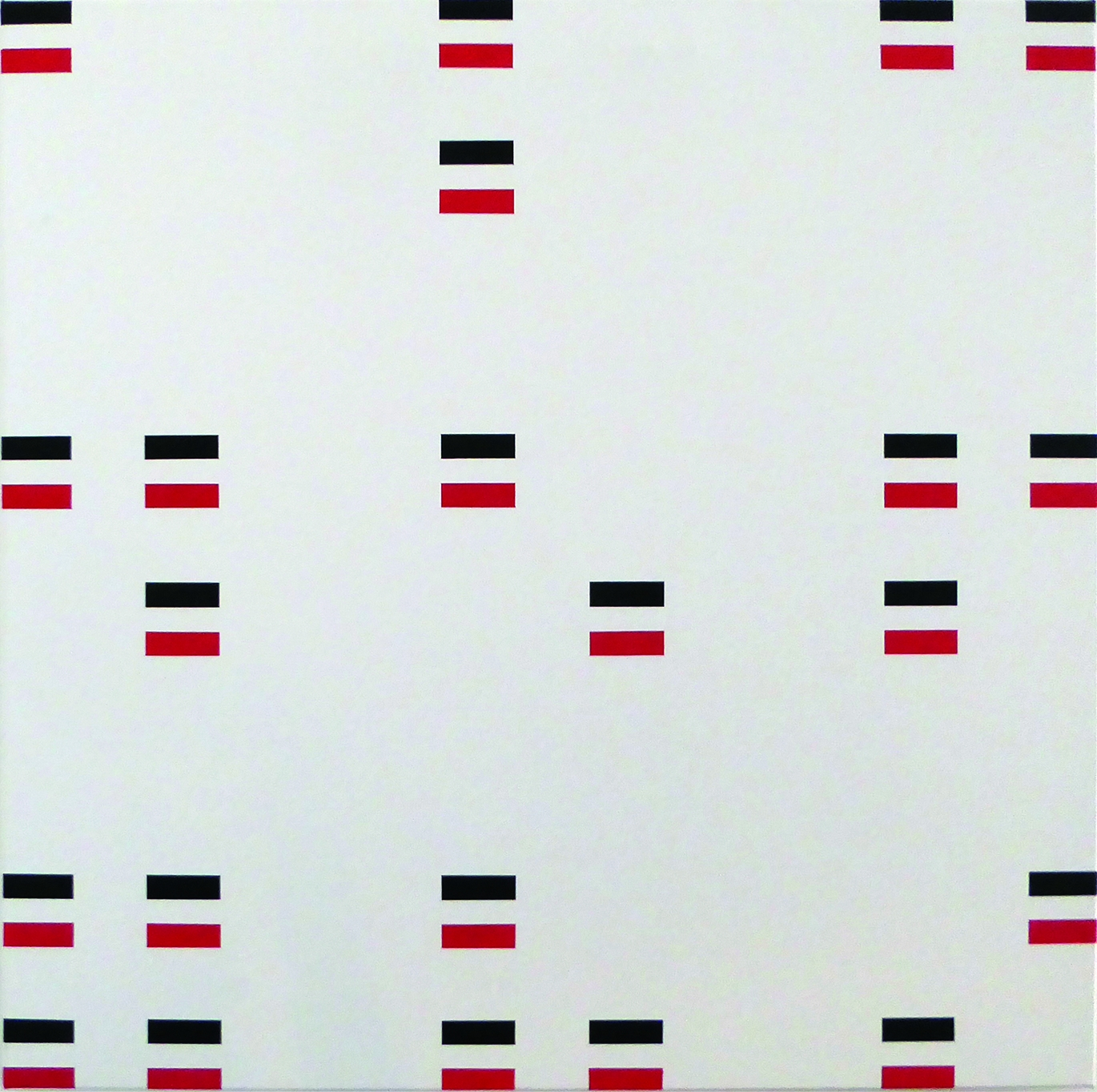
Öl auf Leinwand, 2013

## Einzelausstellungen
- 1968 Galerie Reckermann, Köln
- 1969 Galerie Rive Droite, Paris
- 1969 Galerie Denise René Hans Mayer, Krefeld
- 1970 Denise René Hans Mayer, Kunstmarkt für Grafik und Objekte, Düsseldorf
- 1972 Galerie Reckermann, Köln
- 1972 Galerie Jesse, Bielefeld
- 1973 Galerie Reckermann, Köln
- 1976 Galerie Reckermann, Köln
- 1976 Galerie Jesse, Bielefeld
- 1977 Galerie an der Neupforte, Aachen
- 1978 Galerie december, Düsseldorf
- 1982 Galerie Am Schloßwall, Osnabrück
- 1982 Galerie im Zentrum, Berlin
- 1983 Galerie Linie, Moers
- 1983 Galerie Konstruktiv Tendens, Stockholm
- 1987 Galerie Maier-Hahn, Düsseldorf
- 1991 Kunstzimmer Toni Mörger, Düsseldorf

## Arbeiten in öffentlichen Sammlungen/Museen
- Landesversicherungsanstalt (LVA) Rheinprovinz (heute: Deutsche Rentenversicherung Rheinland)
- Sammlung Deutsche Bank
- Kunstmuseum Düsseldorf im Ehrenhof (heute: Museum Kunstpalast)
- Museum für Konkrete Kunst, Ingolstadt
- Kunstmuseum Stuttgart, Stuttgart
- Kunstmuseum Reutlingen
- Wilhelm-Hack-Museum, Ludwigshafen am Rhein
- Leopold-Hoesch-Museum, Düren (Hubertus Schoeller Stiftung)
- Museum van Hedendaagse Kunst Antwerpen, Belgien
- Mondriaanhuis, Amersfoort, Niederlande
- Musée des Ursulines, Mâcon, Frankreich (Sammlung Repères)
- Musée de Cambrai, Frankreich (Sammlung Eva-Maria Fruhtrunk)
- Ernest Zmeták Art Gallery in Nové Zámky, Slowakei
- Lidice Collection, Lidice, Tschechische Republik

## Ausstellungsbeteiligungen (Auswahl)
- 1962 das junge Hameln ’62, Studio des Kunstkreises Hameln
- 1962 50. Herbstausstellung niedersächsischer Künstler, Kunstverein Hannover
- 1966 Große Kunstausstellung München 1966, Haus der Kunst, München
- 1967 Vom Konstruktivismus zur Kinetik 1917 bis 1967, Galerie Denise René Hans Mayer, Krefeld (Eröffnungsausstellung)
- 1968 Galerie Reckermann in Kassel während der documenta (Accrochage)
- 1968 Neue Monumente Deutschland, Juli 1968, Galerie René Block, Berlin
- 1968 Deutscher Kunstpreis der Jugend 1968, Plastik, Kunsthalle Mannheim
- 1970 Kölner Kunstmarkt 1970, Galerie Reckermann
- 1971 Düsseldorf – Stadt der Künstler, Neue Messe, Düsseldorf
- 1973 between 7, Städtische Kunsthalle Düsseldorf / Some 260 miles from here, Gallery House London (in Räumen des Goethe-Instituts London)
- 1974 Multiples – Ein Versuch die Entwicklung des Auflagenobjektes darzustellen, Neuer Berliner Kunstverein in den Räumen der Kunstbibliothek, Berlin
- 1976 Nachbarschaft, Städtische Kunsthalle Düsseldorf
- 1976 Art 7 ’76 Basel, Galerie Jesse
- 1977 03 23 03 – Premières rencontres internationales d’art contemporain, Galerie Nationale du Canada, Ottawa
- 1977 Ausschnitte 1, Städtische Kunsthalle Düsseldorf
- 1977 Konstruktion – Funktion – Reduktion, Galerie an der Neupforte, Aachen
- 1978 9 Német Művész 1978, Józsefvárosi Kiállítóterem, Budapest („Neun deutsche Künstler“, Grafikausstellung)
- 1978 Künstler arbeiten im Kunstverein Gelsenkirchen, Städtisches Museum und Sommerfest Schloss Berge (Aktionen)
- 1980 Studioausstellung, Galerie Christel, Stockholm
- 1982 Studioausstellung, Galerie Konstruktiv Tendens, Stockholm
- 1982 ARTEDER ’82, Muestra Internacional de Obra Gráfica (International Exhibition of Graphic Arts), Bilbao, Spanien
- 1982 Geometrisk Abstraktion I 1920 – 1982, Galerie Konstruktiv Tendens, Stockholm
- 1983 Stockholm International Art Expo, Galerie Konstruktiv Tendens
- 1984 Stockholm Art Fair, Galerie Konstruktiv Tendens
- 1984 Neue Konkrete Kunst in Deutschland, Galerie Schoeller, Düsseldorf
- 1984 Art Cologne 1984, Galerie Maier-Hahn
- 1984 Heinrich Wildemann und Schüler – Beispiel einer Malklasse, Staatliche Akademie der bildenden Künste Stuttgart
- 1985 Stockholm Art Fair, Galerie Konstruktiv Tendens
- 1986 Die 60er Jahre – Kölns Weg zur Kunstmetropole – Vom Happening zum Kunstmarkt, Kölnischer Kunstverein, Köln
- 1986 die ecke the corner le coin, Edition & Galerie Hoffmann, Friedberg
- 1991 Hommage à Imre Kocsis 1937 – 1991, REPERES au Chȃteu de Courtry, Sivry-Courtry, Frankreich
- 1992 REPERES PARIS dix ans pour l’Art Construit 1982 – 1992, Stiftung für konkrete Kunst, Reutlingen
- 1994 REPERES Propositions pour l’Art Construit, Centre d’Art Contemporain de Saint-Priest, Frankreich
- 1997 Donation Repères, Art Construit – Art Concret, Musée des Ursulines, Mâcon, Frankreich
- 2005 Art construit – Art concret, Donation Eva-Maria Fruhtrunk, Musée de Cambrai, Frankreich
- 2006 Über Kopf, 20 Jahre Kunst bei Flottmann, Flottmann-Hallen, Herne
- 2007 Große Kunstausstellung NRW Düsseldorf 2006/07, museum kunst palast, Düsseldorf
- 2009 Wechselwirkungen – Der Westdeutsche Künstlerbund in der Galerie KOBRO der Władyslaw-Stremiński-Kunstakademie, Łódź, Polen
- 2016 30HOCH – 30 Jahre Kunst bei Flottmann, Flottmann-Hallen, Herne
- 2019 art KARLSRUHE 2019, Galerie Albrecht
- 2020 Ausblicke, Galerie Albrecht, Berlin (kuratiert von Harald F. Theiss)
- 2024 „Das Quadrat muss den Raum beherrschen!“ Aurélie Nemours und Zeitgenossen, Kunstmuseum Reutlingen | konkret
- 2024 Farbrausch. Werke aus der Sammlung Kemp, Kunstpalast, Düsseldorf